# The Incredible String Band

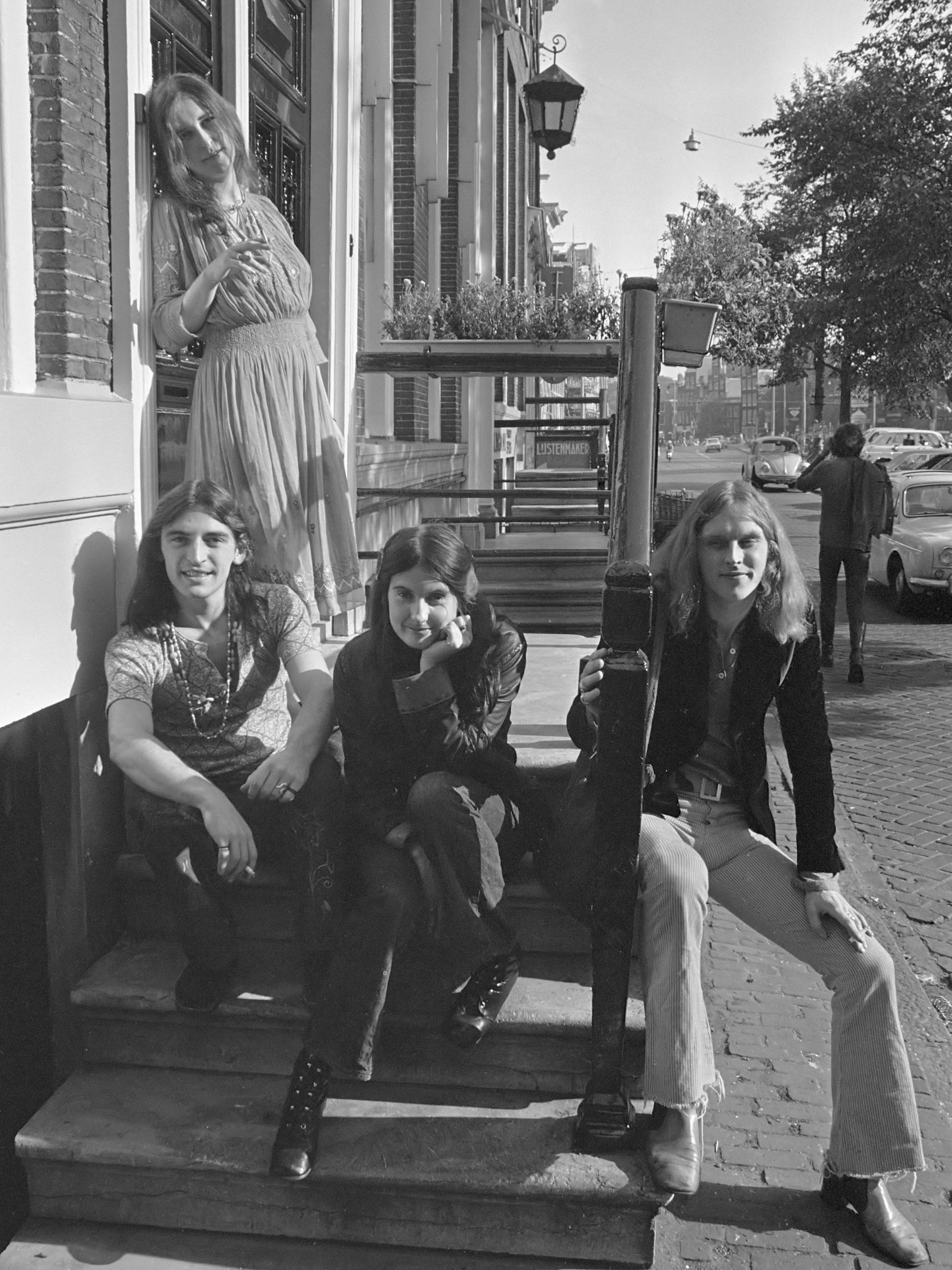
De "ISB" in Amsterdam, 1970.

The Incredible String Band (ISB) is een Schotse folk/rockband uit de jaren zestig, die onder leiding stond van Mike Heron (Glasgow, 27 december 1942) en Robin Williamson (Glasgow, 24 november 1943). De groep was vooraanstaand in hun combinatie van psychedelische, underground, Keltische en folkmuziek.

## Historie
De ISB werd opgericht in 1965, door de Schotse folkmuzikant Robin Williamson en de excentrieke Engelsman Clive Palmer. Het duo werd al snel uitgebreid met de Schot Mike Heron, mede door het feit dat trio's op dat moment 'hip' waren - zoals Peter, Paul & Mary. De band werd 'gespot' door de Amerikaan Joe Boyd, die voor de Engelse divisie van platenlabel Elektra op zoek was naar nieuwe acts. De ISB ging voor Joe Boyds Witchseason label de studio in om daar in een paar dagen de gelijknamige debuut-elpee op te nemen. Niet erg overtuigd van mogelijk succes viel de band daarop meteen uit elkaar, waarbij Palmer met het verdiende geld op de Hippie Trail naar Afghanistan ging en Williamson met vriendin Licorice (Likky) McKechnie naar Marokko trok, alwaar hij zichzelf volpakte met exotische instrumenten, waaronder de gimbri. Na zijn terugkeer nam Williamson weer contact op met Mike Heron, die in Schotland was gebleven, en samen namen zij het baanbrekende album 'The 5000 Spirits or the Layers of the Onion' op, met een cover van het Nederlandse The Fool. Deze lp, in de pers lovend 'The Sgt. Pepper's of folk' genoemd, bood zicht op een geheel nieuw muzikaal werkterrein (vaak aangeduid met 'psychedelische folk') en was een combinatie van Britse folkmuziek, psychedelische hippieballads, Keltische muziek en Oosterse elementen. Met name de Williamson song 'First girl I loved' kreeg veel airplay. De Incredible String Band, die gaandeweg hun vriendinnen Rose Simpson en Licorice McKechnie betrokken bij concerten en plaatopnamen, bereikte het artistieke en commerciële hoogtepunt met het derde album 'The Hangman's Beautiful Daughter', waarna een consolidatie volgde met het dubbelalbum 'Wee Tam and the Big Huge'. In 1969 speelde de band op het hippiefestival Woodstock. In 1970 gaf de band een memorabel, theatraal concert in de Londense Roundhouse. 
Het begin van de jaren 70 liet een dalende creativiteit en oorspronkelijkheid zien, mede beïnvloed door de vele personeelswisselingen en de toenemende irritatie en verschillen van mening met betrekking tot de muzikale koers tussen de twee hoofdrolspelers Williamson en Heron. In 1974 viel de band uit elkaar. Mike Heron zette zijn carrière voort met solo-elpees in het rock-idioom die slechts in eerste instantie redelijk succesvol waren. Robin Williamson herpakte zich in creatieve zin in Californië en heeft daarna een grote reputatie opgebouwd als 'moderne bard' met een buitengewoon divers en uitgebreid oeuvre.

## Vervolgbands
Robin Williamson startte zijn eigen band, de Robin Williamson and His Merry Band, waarin hij zich meer op de Keltische muziek ging richten. Een van de leden van deze band was Licorice McKechnie, die ook in de ISB speelde. Hierna ging Williamson solo, volledig Keltisch. Tegelijkertijd richtte Mike zijn eigen band op, 'Heron'. Deze band maakte rockmuziek.

## Reünie
In 1997 kwam de Incredible String Band weer samen voor twee concerten. Deze reünie beviel hun zo, dat ze besloten een volledige tournee te maken, met het oorspronkelijke trio, de vrouw van Williamson en Lawson Dando. In 2001 vertrokken Robin en Bina Williamson opnieuw. Sindsdien maken Heron, Palmer en Lawson en het nieuwe lid Fluff deel uit van de formatie.

## Discografie
- The Incredible String Band (1966)
- The 5000 Spirits or the Layers of the Onion (1967)
- The Hangman's Beautiful Daughter (1968)
- Wee Tam and the Big Huge (1968)
- Changing Horses (1969)
- I Looked Up (1970)
- U (1970)
- Be Glad for the Song Has No Ending (1970)
- Relics (1971)
- Liquid Acrobat as Regards the Air (1971)
- Earthspan (1972)
- No Ruinous Feud (1973)
- Hard Rope and Silken Twine (1974)
- Seasons They Change (1976)